# Leptolalax eos
Leptolalax eos es una especie de anfibio anuro de la familia Megophryidae.

## Distribución geográfica
Esta especie es endémica de Laos. Habita en las provincias de Borikhamxay y Phongsaly. Su presencia es incierta en Yunnan, en el sur de la República Popular China.

## Descripción
En la descripción original, los 6 machos median de 31,3 a 34,7 mm y las hembras 40,7 mm.

## Etimología
Esta especie se nombra en referencia a Eos, que a menudo está adornada con el epíteto homérico "dedos de rosa", se refiere al color dorsal de esta especie.

## Publicación original
- Ohler, Wollenberg, Grosjean, Hendrix, Vences, Ziegler & Dubois, 2011 : Sorting out Lalos: description of new species and additional taxonomic data on megophryid frogs from northern Indochina (genus Leptolalax, Megophryidae, Anura). Zootaxa, n.º 3147, p. 1–83.